# Mramor (distrikt i Bulgarien, Oblast Sofija grad)
Mramor (bulgariska: Мрамор) är ett distrikt i Bulgarien.   Det ligger i kommunen Stolitjna Obsjtina och regionen Sofija-grad, i den västra delen av landet, 11 km norr om huvudstaden Sofia.
Runt Mramor är det i huvudsak tätbebyggt. Runt Mramor är det tätbefolkat, med 849 invånare per kvadratkilometer.